# IC 4054
IC 4054 је појединачна звијезда у сазвјежђу Береникина коса која се налази на листи објеката дубоког неба у Индекс каталогу.
Деклинација објекта је + 22° 54' 16" а ректасцензија 13h 1m 1,3s.